# Debates para as eleições presidenciais portuguesas de 2016
A temporada de debates para as eleições presidenciais portuguesas de 2016 realizou-se- de 1 e 9 de janeiro de 2016, com um debate final a 19 de janeiro.
Os candidatos à presidência da República de Portugal em 2016 são:
- António Sampaio da Nóvoa, antigo reitor da Universidade de Lisboa (apoiado pelo L/TDA e pelo PCTP/MRPP)
- Cândido Ferreira, médico e ex-presidente da Federação Distrital de Leiria do PS
- Edgar Silva, deputado da CDU à Assembleia Legislativa da Madeira (apoiado pelo PCP)
- Henrique Neto, empresário e militante e ex-deputado do PS
- Jorge Sequeira, psicólogo, empresário, orador motivacional e professor universitário
- Marcelo Rebelo de Sousa, professor universitário e antigo presidente do PPD/PSD (apoiado pelo PPD/PSD e pelo CDS-PP)
- Maria de Belém Roseira, ex-ministra da Saúde e antiga presidente do PS
- Marisa Matias, eurodeputada e vice-presidente do Partido da Esquerda Europeia (apoiada pelo B.E.)
- Paulo de Morais, ex-vice-presidente da Câmara Municipal do Porto
- Vitorino Silva (Tino de Rans), calceteiro e ex-presidente da Junta de Freguesia de Rans

## Debates
O artigo 7.º da lei da cobertura eleitoral estabelece que «no período eleitoral os debates entre candidaturas promovidos pelos órgãos de comunicação social obedecem ao princípio da liberdade editorial e de autonomia de programação, devendo ter em conta a representatividade política e social das candidaturas concorrentes».
Houve três modelos de debates:
- Entre 1 e 9 de janeiro, houve vinte e um frente-a-frente televisivos, de cerca de trinta minutos, entre os sete candidatos mais destacados nas sondagens (Marcelo R. Sousa, Maria de Belém Roseira, Sampaio da Nóvoa, Marisa Matias, Edgar Silva, Henrique Neto e Paulo Morais) e transmitidos entre os canais RTP1, RTP3, SIC, SIC Notícias, TVI e TVI24.

- A 1, 5 e 7 de janeiro, houve três debates, de quarenta e cinco minutos, entre cada um dos três principais candidatos (Marcelo R. de Sousa, Sampaio da Nóvoa e Maria de Belém) e dois dos candidatos que não participaram nos debates a dois (Jorge Sequeira e Vitorino Silva), que passaram na TVI24, SIC Notícias e RTP1/RTP3. Cândido Ferreira não participou, aparecendo apenas no início do primeiro destes debates para ler um comunicado em que se pronunciava contra as diferenças de tratamento entre os candidatos.[6][7]

- Houve dois debates entre os dez candidatos: um radiofónico, de duas horas, a 4 de janeiro, na Antena 1; outro televisivo, a 19 de janeiro, na RTP1.

### Intervenientes
- Marcelo Rebelo de Sousa (PPD/PSD, CDS-PP, PPM)
- António Sampaio da Nóvoa (PCTP/MRPP, LIVRE)
- Maria de Belém Roseira (Candidata independente)
- Edgar Silva (PCP)
- Vitorino Silva (Candidato independente)
- Paulo de Morais (Candidato independente)
- Henrique Neto (Candidato independente)
- Jorge Sequeira (Candidato independente)
- Cândido Ferreira (Candidato independente)

| Data    | Hora        | Intervenientes                                        | Moderadores                   | Temas que marcaram o debate | Estação                          | Audiências            | Hiperligações |
| ------- | ----------- | ----------------------------------------------------- | ----------------------------- | --- | -------------------------------- | --------------------- | ------------- |
| 1 jan.  | 20:35 21:00 | Sampaio da Nóvoa Marisa Matias                        | Rodrigues dos Santos          | - Orçamento Retificativo - Resgate do Banif | RTP1 RTP3 RTP Intern. RTP África | 602 300               | Vídeo         |
| 1 jan.  | 21:30 22:00 | Maria de Belém Paulo Morais                           | Anselmo Crespo                | - Mensagem de ano novo de Cavaco Silva - Resgate do Banif - Combate à corrupção | SIC Notícias                     | 103 500               | Vídeo         |
| 1 jan.  | 22:00 22:30 | Henrique Neto Edgar Silva                             | Paulo Magalhães               | - Mensagem de ano novo de Cavaco Silva - Resgate do Banif - Governo de António Costa - Orçamento Retificativo | TVI24                            |                       | Vídeo         |
| 1 jan.  | 23:30 00:15 | Marcelo R. de Sousa Vitorino Silva Jorge Sequeira(a)  | Paulo Magalhães               | - Governo de António Costa - O papel do presidente da República | TVI24                            | 89 300                | Vídeo         |
| 2 jan.  | 20:40 21:05 | Sampaio da Nóvoa Henrique Neto                        | Rodrigues dos Santos          | - O papel do presidente da República - Governação de José Sócrates - Governo de Pedro Passos Coelho - Entrada de Portugal na CEE - Austeridade | RTP1 RTP3 RTP Intern. RTP África | 486 300               | Vídeo         |
| 2 jan.  | 21:30 22:00 | Marisa Matias Paulo Morais                            | Paulo Magalhães               | - O papel do presidente da República - Promulgação do Orçamento Retificativo - Resgate do Banif - Corrupção - Privatização da EDP - Regras do Tratado Orçamental - Constituição da República | TVI24                            |                       | Vídeo         |
| 2 jan.  | 22:00 22:30 | Maria de Belém Edgar Silva                            | Anselmo Crespo                | - Candidatos à esquerda para as presidenciais - O papel do presidente da República - Compromissos europeus - Promulgação do Orçamento Retificativo - Resgate do Banif | SIC Notícias                     |                       | Vídeo         |
| 3 jan.  | 20:40 21:05 | Edgar Silva Paulo Morais                              | Rodrigues dos Santos          | - Corrupção - Tratamento desigual dado aos candidatos - Regras europeias - Eventual saída do Euro - Tratado Orçamental | RTP1 RTP3 RTP Intern. RTP África | 541 800               | Vídeo         |
| 3 jan.  | 21:30 22:00 | Marcelo R. de Sousa Henrique Neto                     | Anselmo Crespo                | - O papel do presidente da República - Marcelo R. Sousa enquanto comentador | SIC Notícias                     | 166 500               | Vídeo         |
| 3 jan.  | 22:00 23:00 | Maria de Belém Marisa Matias                          | Paulo Magalhães               | - Orçamento Retificativo - Saúde - Espírito Santo Saúde - Missões das Forças Armadas | TVI24                            | 22 100                | Vídeo         |
| 4 jan.  | 10:10 12:00 | Todos os candidatos (debate na rádio)                 | Maria Flor Pedroso            | - Perfil dos candidatos - Resgate do Banif - Forças Armadas portuguesas - Causas para a demissão dum governo - Datas das eleições legislativas e presidenciais | Antena 1                         |                       | Vídeo Som     |
| 4 jan.  | 20:40 21:05 | Maria de Belém Henrique Neto                          | João Adelino Faria            | - Funções de Maria de Belém no PS - Perfil do presidente da República - Possível dissolução da AR - Bloco Central - Gestão da Saúde | RTP1 RTP3 RTP Intern. RTP África | 691 900 a 713 000     | Vídeo         |
| 4 jan.  | 21:30 22:00 | Marcelo R. de Sousa Marisa Matias                     | Anselmo Crespo                | - Adoção de crianças por casais do mesmo sexo - Aplicação de taxas moderadoras no aborto - Resgate do BES - Promulgação do Orçamento de Estado | SIC Notícias                     |                       | Vídeo         |
| 4 jan.  | 22:00 22:30 | Sampaio da Nóvoa Edgar Silva                          | Paulo Magalhães               | - Proteção do Estado Social - Tropas portuguesas | TVI24                            |                       | Vídeo         |
| 5 jan.  | 20:40 21:05 | Marcelo R. de Sousa Edgar Silva                       | João Adelino Faria            | - Apoios do PSD e do CDS de Marcelo Rebelo de Sousa - A venda do Novo Banco - Governador do Banco de Portugal | RTP1 RTP3 RTP Intern. RTP África | 713 400 a 736 700     | Vídeo         |
| 5 jan.  | 21:30 22:00 | Henrique Neto Marisa Matias                           | Anselmo Crespo                | - Cavaco Silva - O direito ao trabalho - A subida do salário mínimo nacional - Bloco Central - Renegociação da dívida | SIC Notícias                     |                       | Vídeo         |
| 5 jan.  | 22:00 22:30 | Sampaio da Nóvoa Paulo Morais                         | Paulo Magalhães               | - Corrupção - Poder judicial em Portugal - Caso Sócrates - Estabilidade - Promulgação da adoção de crianças por casais do mesmo sexo - Simplificação legislativa - Orçamento do Estado | TVI24                            |                       | Vídeo         |
| 5 jan.  | 23:00       | Sampaio da Nóvoa Vitorino Silva Jorge Sequeira(b)     | Anselmo Crespo                | - Declaração de Cavaco Silva sobre a Grécia - Revisão Constitucional - Sustentabilidade da Segurança Social - Crise dos refugiados - Vistos Gold - Igualdade | SIC Notícias                     |                       | Vídeo         |
| 6 jan.  | 20:40 21:10 | Marisa Matias Edgar Silva                             | João Adelino Faria            | - Caso Banif - Orçamento Retificativo - Possível dissolução da Assembleia da República ou a própria demissão do Presidente da República no caso do Banif - Direitos dos trabalhadores - Testes nucleares na Coreia do Norte - Tratado Orçamental - Possível convocação de um referendo sobre a saída do euro | RTP1 RTP3 RTP Intern. RTP África |                       | Vídeo         |
| 6 jan.  | 21:45 22:15 | Marcelo R. de Sousa Paulo Morais                      | Paulo Magalhães               | - Corrupção - Apresentação do Orçamento do Estado - Acumulação de cargos dos deputados | TVI24                            |                       | Vídeo         |
| 6 jan.  | 23:30 24:00 | Henrique Neto Paulo Morais                            | Anselmo Crespo                | - Inquéritos provocados por denúncias de Paulo Morais - Corrupção - José Sócrates - Acordo Ortográfico - Guiné Equatorial na CPLP | SIC Notícias                     |                       | Vídeo         |
| 7 jan.  | 20:50 21:30 | Marcelo R. de Sousa Sampaio da Nóvoa                  | Clara de Sousa                | - Apoios partidários de Marcelo R. de Sousa - Carreira político de Sampaio da Nóvoa - Papel do próximo presidente da República - Apoios dos 3 ex-presidentes da República a Sampaio da Nóvoa - Os anos de comentário televisivo de Marcelo R. de Sousa na TVI - Financiamento das campanhas eleitorais - Poderes presidenciais - Serviço Nacional de Saúde - Reformas na Educação                                                 | SIC SIC Notícias                 | 1 326 000 a 1 328 000 | Vídeo         |
| 7 jan.  | 20:40 21:25 | Maria de Belém Vitorino Silva Jorge Sequeira(b)       | João Adelino Faria            | - Poderes presidenciais - Austeridade | RTP1                             | 670 800               | Vídeo         |
| 8 jan.  | 20:40 21:25 | Marcelo R. de Sousa Maria de Belém                    | João Adelino Faria            | - Alegadas contradições de Marcelo sobre a defesa ou não do SNS - Governo PSD/CDS - Insultos de Marcelo R. de Sousa a Pinto Balsemão na década de 1980 - Ausência de Passos Coelho da campanha eleitoral de Marcelo R. de Sousa - Aprovação dos Orçamentos de Estado de Marcelo R. de Sousa no governo de António Guterres - Compromissos do Governo com Bruxelas - Possível promulgação a eutanásia ou a liberalização de drogas | RTP1 RTP3 RTP Intern. RTP África | 850 800 a 889 000     | Vídeo         |
| 9 jan.  | 20:45 21:30 | Sampaio da Nóvoa Maria de Belém                       | Judite de Sousa               | - Apoio de Carlos César a Sampaio da Nóvoa - Apoios do LIVRE e do PCTP/MRPP a Sampaio da Nóvoa - Adversários nas eleições - “Tempo novo” (novo governo, fim da austeridade) | TVI TVI24                        | 1 064 300             | Vídeo         |
| 19 jan. | 21:00 23:00 | Todos, exceto Maria de Belém (debate na televisão)(c) | Vítor Gonçalves Carlos Daniel | - Corrupção - Fim dos cortes das subvenções vitalícias dos políticos - Regresso das 35 horas | RTP1 RTP3 RTP Intern.            | 551 000               | Video         |

Notas:
↑(a)  Cândido Ferreira saiu do estúdio logo no início, depois de ler uma intervenção escrita a criticar a “discriminação” no tratamento das candidaturas.
↑(b)  Cândido Ferreira foi convidado para o debate, mas não participou.
↑(c)  Maria de Belém Roseira foi convidada para o debate, mas não participou por causa do falecimento, no dia anterior, de António de Almeida Santos, seu apoiante na campanha.